# Jordanite
La jordanite è un minerale.

## Abito cristallino
Globulare. Pseudoesagonale.

## Origine e giacitura
Associata a sfalerite e galena in qualche giacimento metallifero, ma soprattutto nelle dolomie cristalline e nei marmi.

### Località di ritrovamento
È caratteristica di alcune dolomie della Svizzera e, nelle Alpi italiane, presso il rifugio Città di Busto al Piano dei Camosci in Val Formazza (Piemonte); è stata accertata la sua presenza come rarità anche nei geoidi del marmo di Carrara. La jordanite è inoltre segnalata a Benthen, in Polonia, a Nagyag, in Romania, e ad Aomori, in Giappone.
- Europa[1]: Valle di Binn (Svizzera), una varietà reniforme, talvolta associata a blenda è stata trovata a Wiesloch nel Baden (Germania), in piccoli cristalli tabulari allungati di forma esagonale su matrice di galena sono stati trovati a Sacaramb in Romania.
  - Italia[1]: nelle dolomie della Val Formazza, nei marmi di Carrara.
- Resto del mondo[1]: Djebel-Allouf in Tunisia, Kupferberg presso Otavi in Namibia, cristalli simili del Baden sono stati trovati nella miniera Yunosawa presso Amori in Giappone.

## Forma in cui si presenta in natura
Si presenta in cristalli tabulari con aspetto pseudoesagonale, spesso piatti di colore grigio piombo, spesso con tenui iridescenze superficiali o anche in forma lamellare e in masserelle centimetriche compatte incluse.
Sesso i cristalli sono geminati alternantesi sui bordi del singolo cristallo.
Geminazione comune secondo {001}, può essere lamellare secondo {-201}, rara secondo {-101} e [101}

## Caratteristiche chimico fisiche
- Solubile in acido nitrico[1]
- Densità di elettroni: 5,66 gm/cc[2]
- Indice di fermioni: 0,15[2]
- Indice di bosoni: 0,85[2]
- Fotoelettricità: 1299,37 barn/elettrone[2]
- Pleocroismo: visibile[3]